# Urophyllum subglabrum
Urophyllum subglabrum är en måreväxtart som beskrevs av Elmer Drew Merrill. Urophyllum subglabrum ingår i släktet Urophyllum och familjen måreväxter. Inga underarter finns listade i Catalogue of Life.